# Guaiferio di Salerno

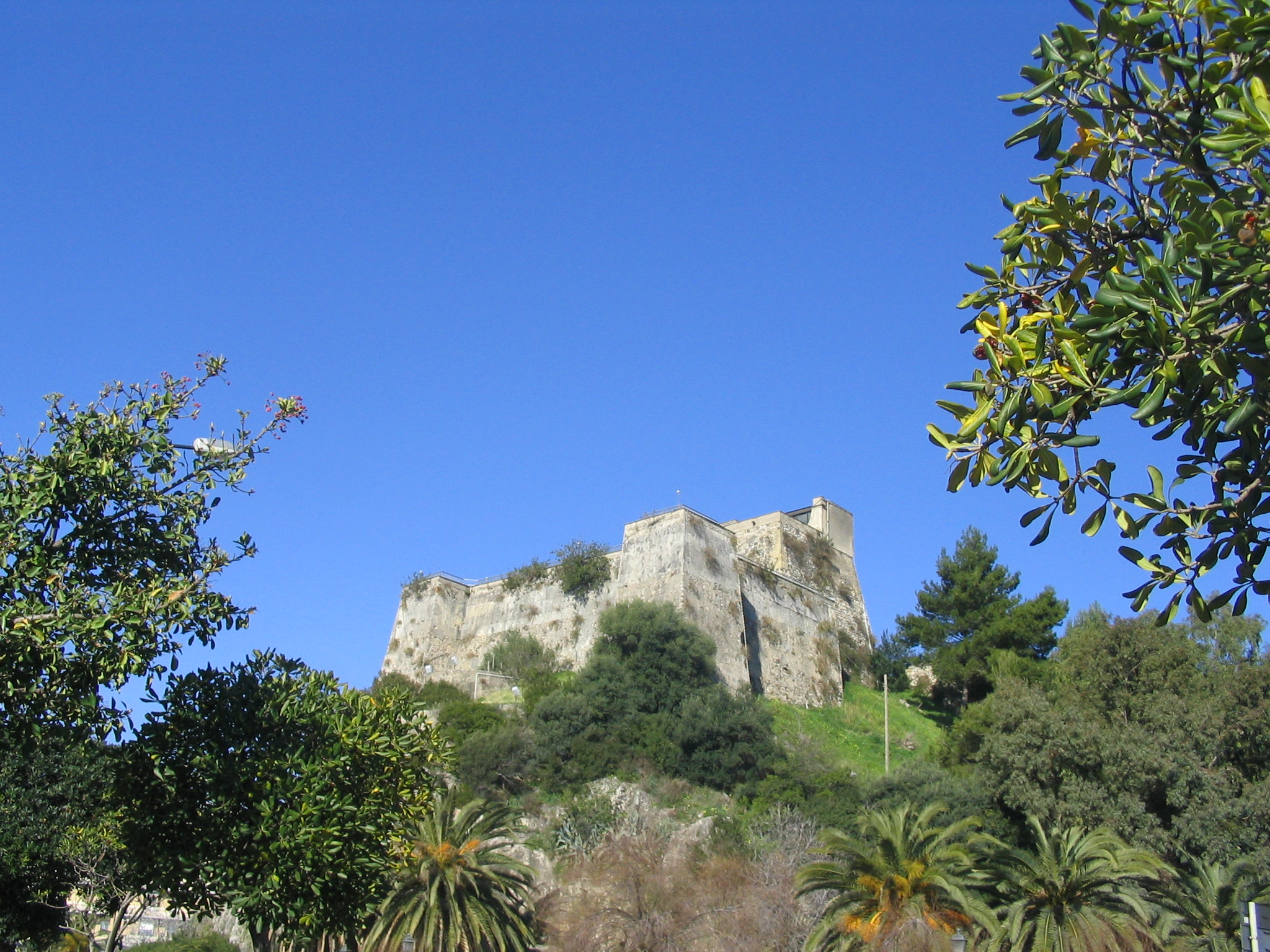
Forte La Carnale a Salerno, dove Guaiferio ottenne una sanguinosa vittoria contro i Saraceni, allontanandoli per sempre dalla Campania costiera

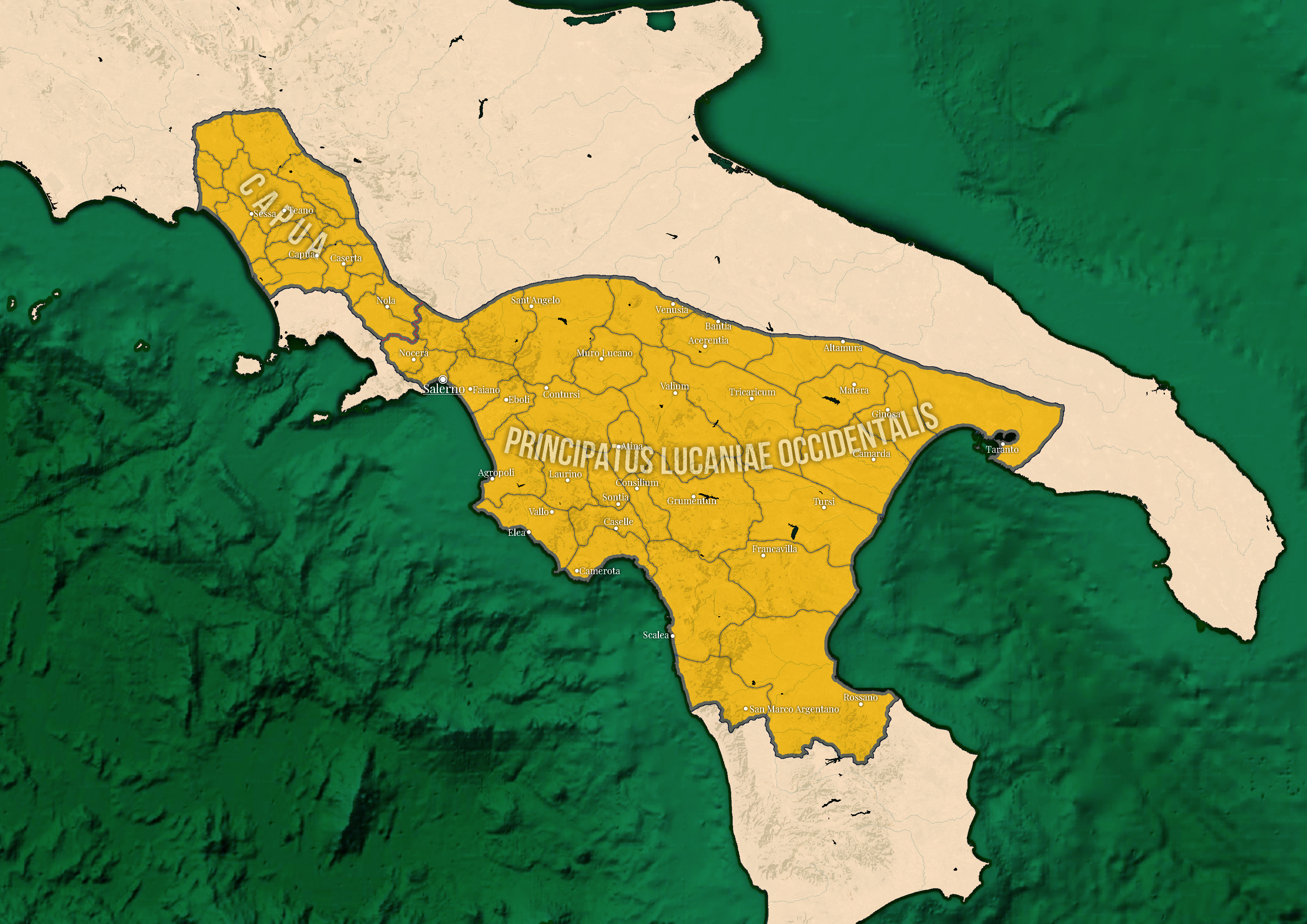
Il Principato di Salerno nell'871 sotto Guaiferio

Guaiferio di Salerno (Salerno, 835  circa – Teano, 880) è stato un principe longobardo, principe di Salerno dall'861 all'880.

## Biografia
Figlio di Dauferio il Muto e fratello di Dauferada che aveva sposato Rofrit, figlio di Dauferio il Profeta, Guaiferio nacque a Salerno. Egli fu il primo della stirpe dei Dauferidi a sedere sul trono di Salerno, che fu retto ininterrottamente dalla sua famiglia fino al 977.
Sua sorella Adelchisa fu sposa di Sicardo di Benevento, assassinato da Radelchi che ne usurpò il trono (839). Guaiferio diede il proprio aiuto alla liberazione di Siconolfo, fratello di Sicardo, e lottò al suo fianco nella decennale guerra contro Radelchi, fino alla proclamazione di Siconolfo a principe di Salerno. 
Col capitolare dell'851, ratificato dall'imperatore Ludovico II, il grande Ducato di Benevento fu ufficialmente diviso fra Benevento e Salerno e Siconolfo fu confermato quale sovrano del nuovo Principato. Il figlio ed erede di Siconolfo, Sicone II, cadde sotto il controllo del reggente Pietro, che usurpò il trono e fu riconosciuto principe dall'imperatore nel dicembre dell'853. A questi succedette il figlio Ademaro, il cui governo fu talmente impopolare che a partire dall'859 le forti aspirazioni autonomistiche del feudo di Capua, vassallo di Salerno, finirono con lo sfibrare notevolmente l'autorità del principe. 
Nell'861 la situazione precipitò e Guaiferio si pose a capo di una rivolta contro Ademaro. Il sovrano fu imprigionato, torturato e accecato, mentre Guaiferio veniva proclamato principe. Per rafforzare la propria posizione, egli mandò in esilio un suo nipote, anch'egli esponente dei Dauferidi, in modo da liberarsi di qualsiasi rivalità o pretesa al trono. L'ascesa di Guaiferio fu vista come una ribellione in piena regola dall'imperatore Ludovico II, il quale, fortunatamente per Guaiferio, era occupato altrove.
Al principio del suo regno, le spinte indipendentiste di Capua non si erano ancora sopite. Al contrario, queste si accentuarono sotto la guida del conte Landolfo II, che tentò di affrancare il proprio dominio dalla signoria salernitana. Ma Guaiferio riuscì a contenere l'imminente rottura tenendo ben saldo il feudo di Capua all'interno dei territori del Principato. 
Proprio per rafforzare il rapporti col vassallo ribelle, Guaiferio sposò Landelaica, figlia di Landone I di Capua, dalla quale ebbe un figlio, il futuro principe Guaimario. 
Nell'856 costruì a Salerno il Palazzo San Massimo e vi fondò il monastero di San Massimo, all'interno del quale trovarono sepoltura i suoi discendenti: nell'868 concesse ad esso larghe donazioni di terre e di denaro. 
Nonostante la sua posizione di principe cristiano, inizialmente non entrò quasi mai in conflitto con i Saraceni: Guaiferio di Salerno, secondo quanto sembra riferire lo storico Erchemperto, pare che fu anche associato con i Saraceni per qualche tempo . Infatti nell'871-72 Salerno subì un violento assedio da parte dei musulmani, che tuttavia non riuscirono ad espugnarla, e Guaiferio li vinse in una sanguinosa battaglia fuori le mura di Salerno . La sua vittoria allontanò per sempre il pericolo musulmano dalla Campania costiera. 
Nell'880 volle ritirarsi nel monastero di Montecassino (forse vi fu costretto), ma morì durante il viaggio. Fu sepolto nella chiesa di Teano.